# 蒙古—英國關係

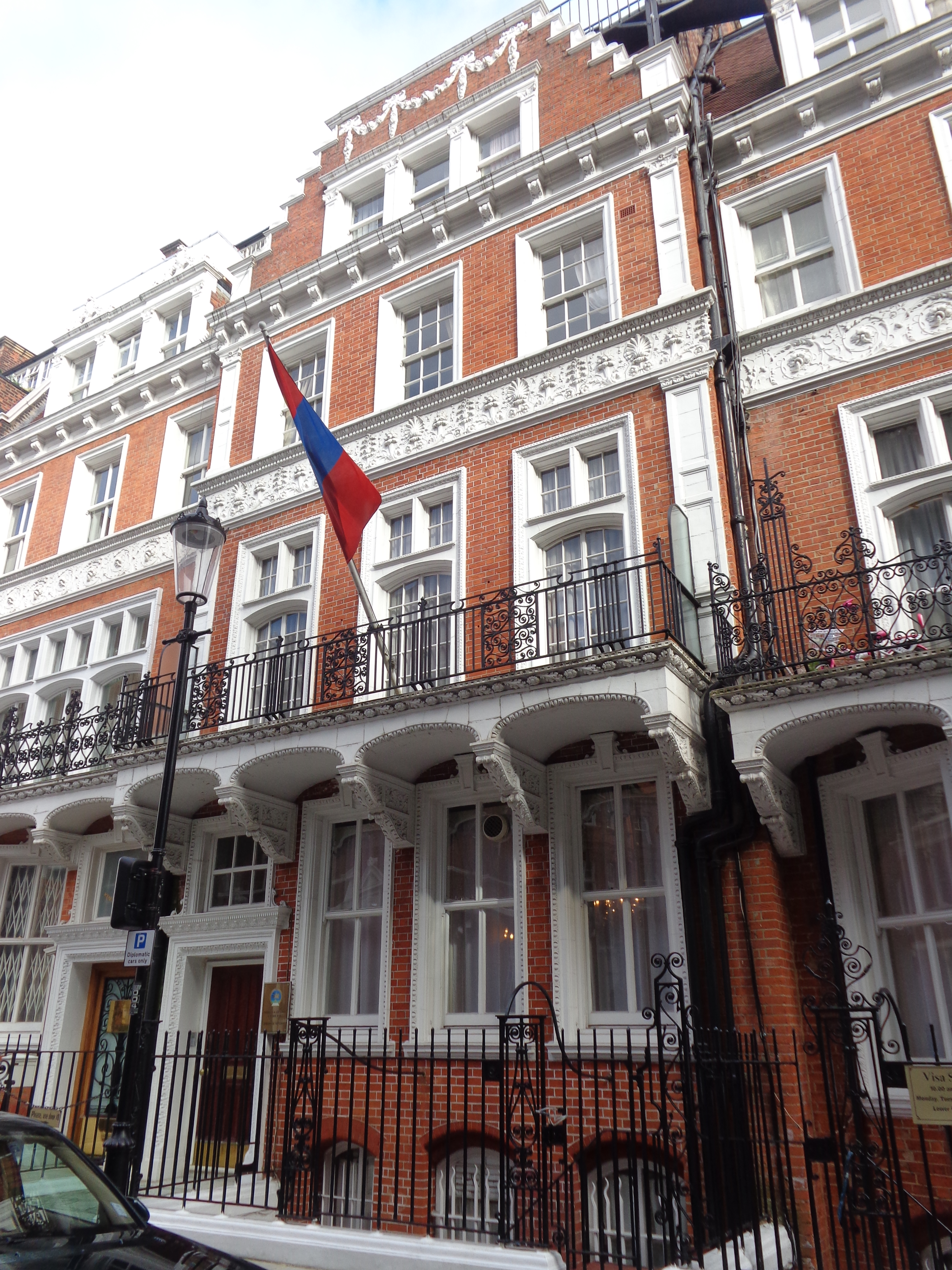
倫敦的蒙古大使館

蒙英關係，泛指蒙古和大不列顛與北愛爾蘭聯合王國（通稱英國）之間的關係。

## 歷史
1963年，英國成為首個與蒙古國建立外交聯繫的西方國家。兩國皆以「親密」形容雙邊關係。
蒙古國總理曾於2015年7月訪問英國，並向亞洲屋發表演說。施維爾亦向亞洲屋發表演說，並讚揚蒙古國投資解決氣候變化和2012年廢除死刑的努力，形容蒙古國是「鄰居中的領頭羊」。

## 援助與關係
英國在烏蘭巴托設有一大使館，而蒙古亦於倫敦設有一大使館。英國為英聯邦和部分歐盟國家提供領事保護。自2015年起，Catherine Arnold擔任英國駐蒙古大使，而Tulga Narkhuu自2013年起擔住蒙古駐英大使。貿易與投資的關係穩健增長中。英國及澳洲合資公司力拓集團營運世界上其中一個最大Oyu Tolgoi礦山。每年約有7,000個英國公民訪問蒙古國，並有4,000個蒙古人住在英國。